# Polerieka (Abramová)
Polerieka je původně samostatná obec v okrese Turčianske Teplice, která byla v roce 1951 přičleněna k obci Abramová. 

## Historie
V roce 1310 si Abraham Adamovič a Mikuláš Geyugeovič před mistrem Donchom (Dyonis), zvolenským županem, dělí mezi sebe Polerieku.
Obec se poprvé vzpomíná v roce 1361 jako Paralaka, 1363 jako Polereka nebo Proloka, 1534 jako Poleryka a 1543 jako Polerieka.
V roce 2002 vznikla z iniciativy Mysliveckého sdružení Ondrašová Naučná stezka Zniev s přírodovědným zaměřením a se snahou přiblížit rozmanitost místní fauny a flóry. Vede z obce k zřícenině hradu Zniev, se zastávkami u minerálního pramene a na Ondrašovské skále.

## Obyvatelstvo
Ještě na přelomu 19. a 20. století v obci žilo sedmdesát až sto obyvatel, v 80. letech 20. století 29 obyvatel. Nejvíce jich odešlo během období socialismu, hlavně do Martina a blízkých obcí. V roce 2006 žilo v Polerieke už jen 12 obyvatel. [chybí lepší zdroj]

Vývoj počtu obyvatel od roku 1869 po 1970 vyjadřuje následující graf:

## Galerie

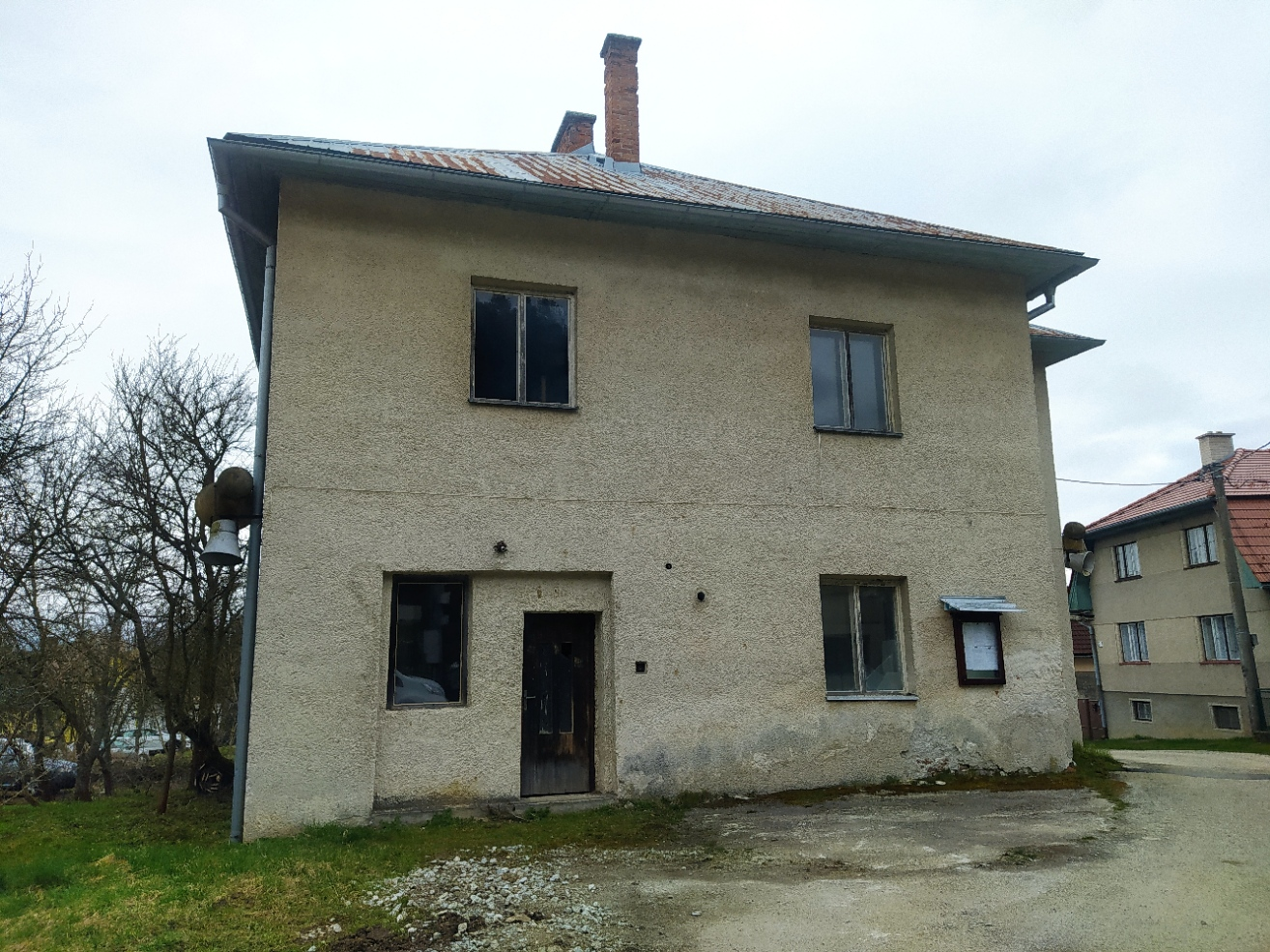
Bývalé MNV a kulturní dům
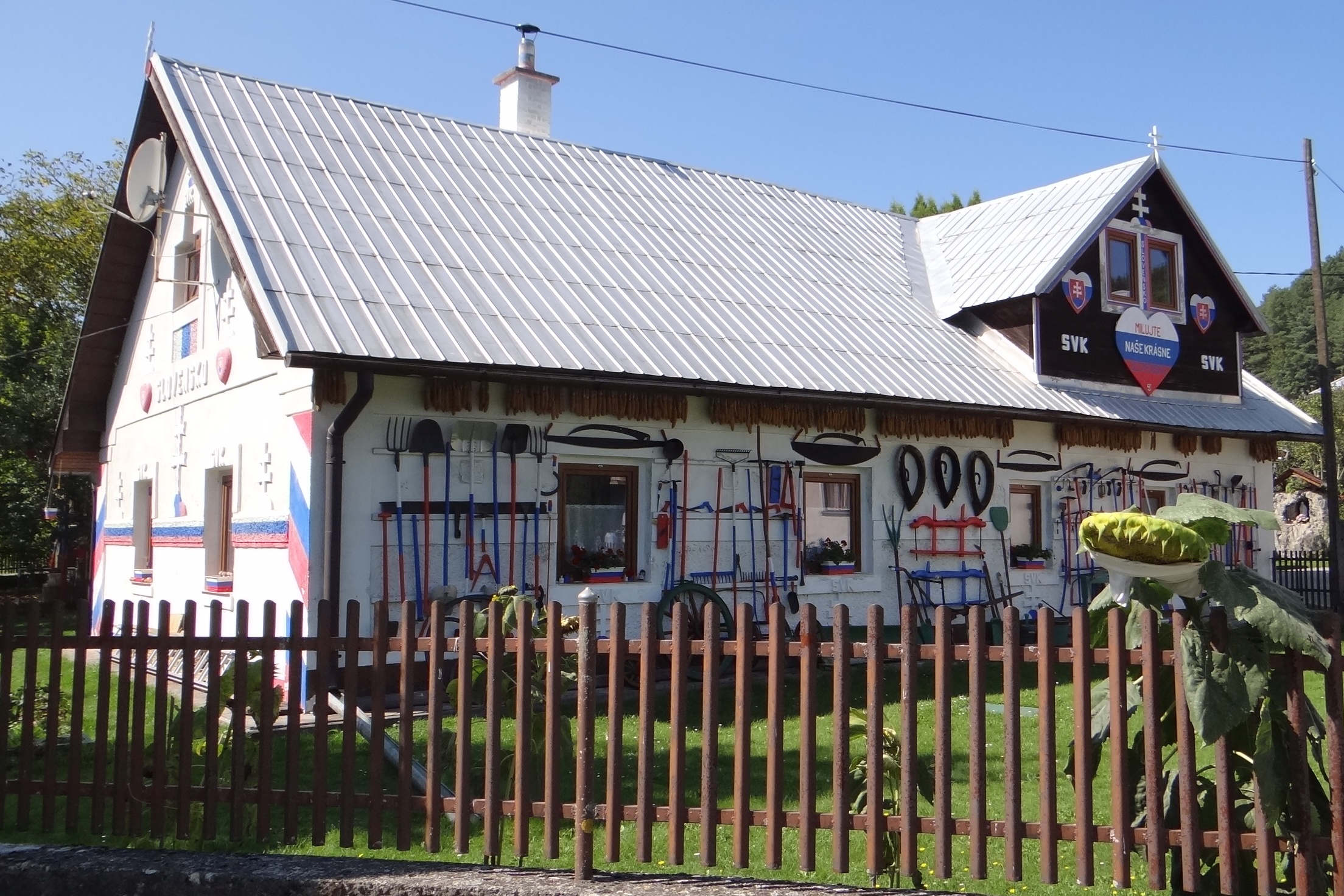
Dům v obci
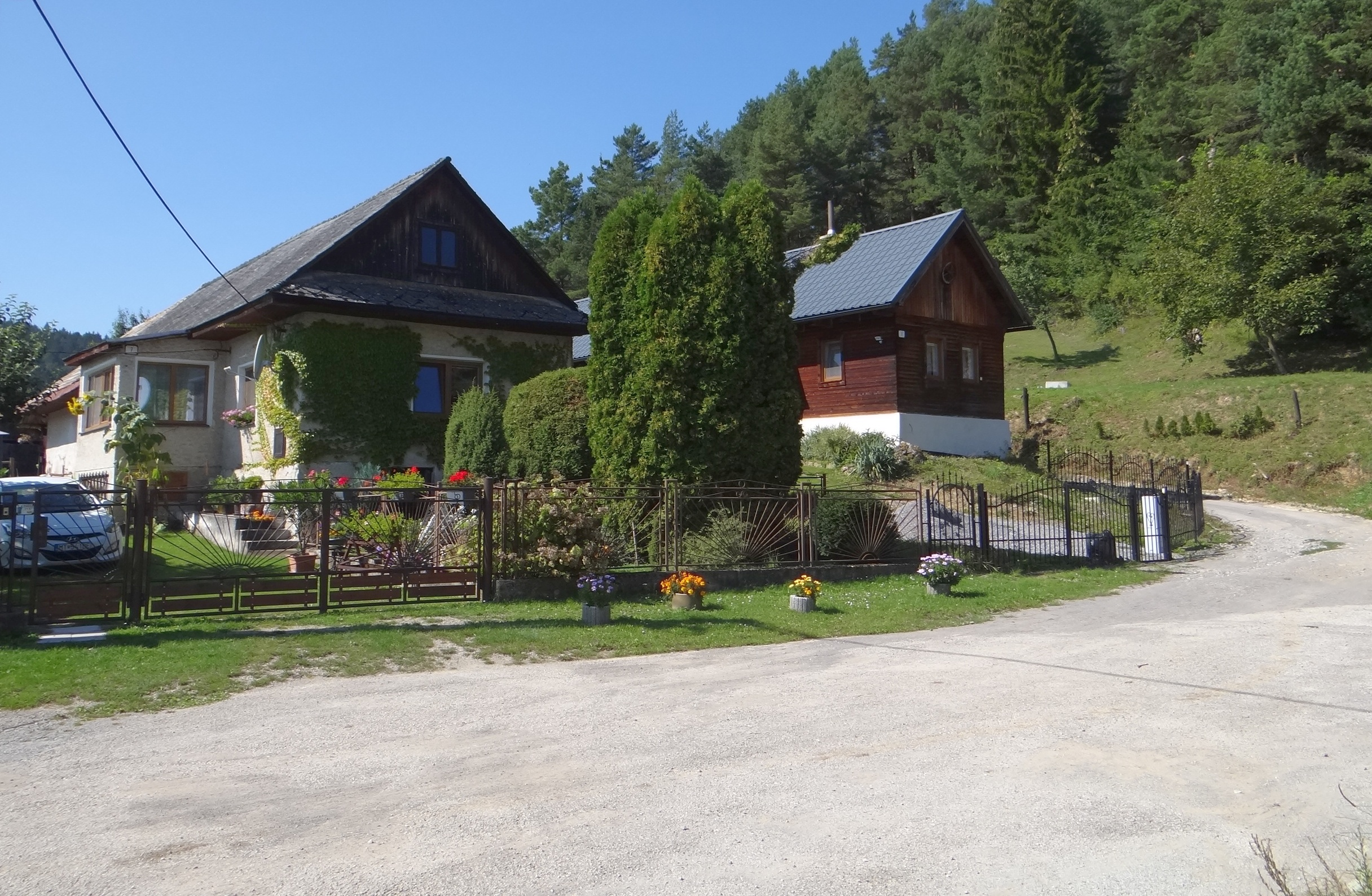
Ulice v obci
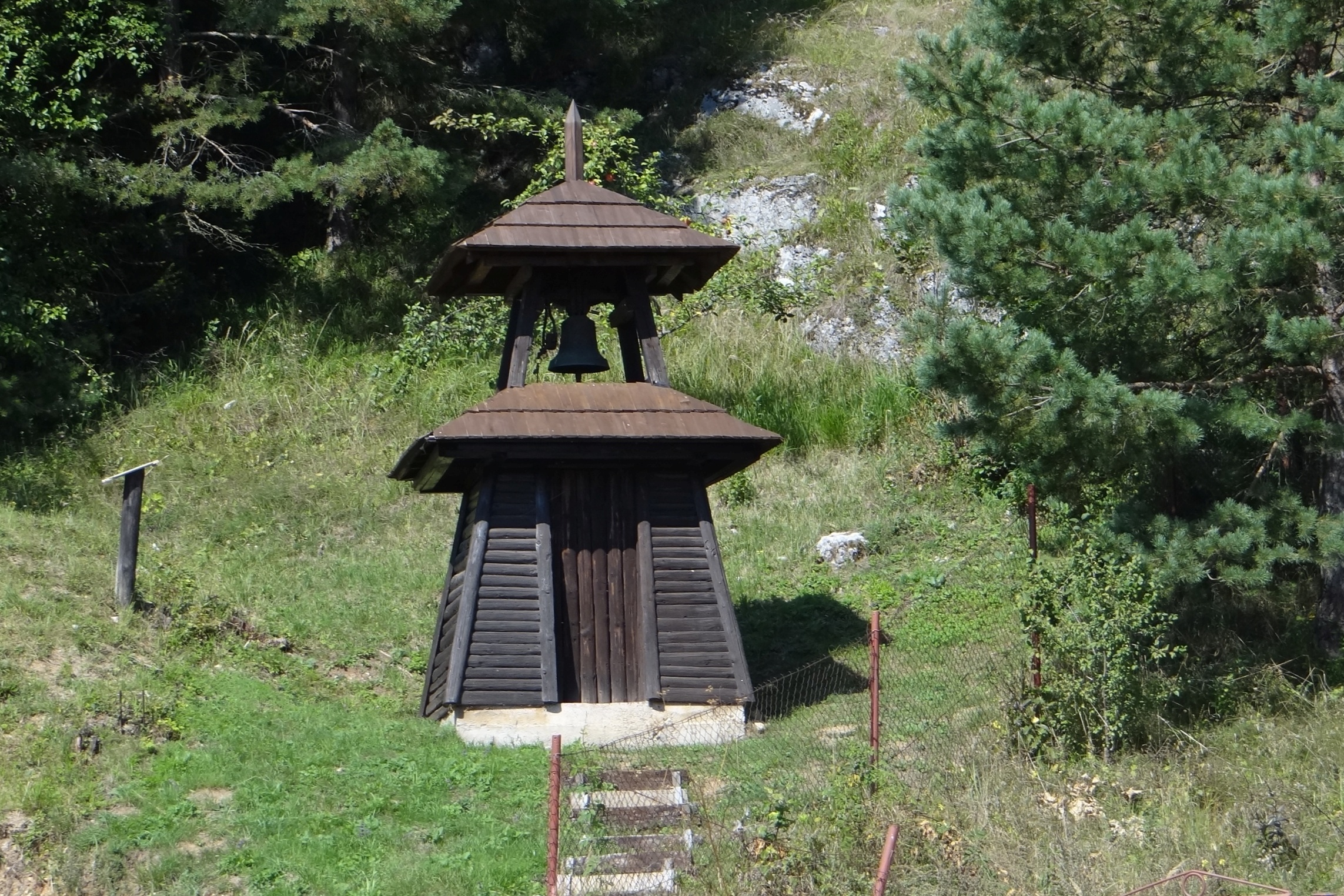
Zvonička
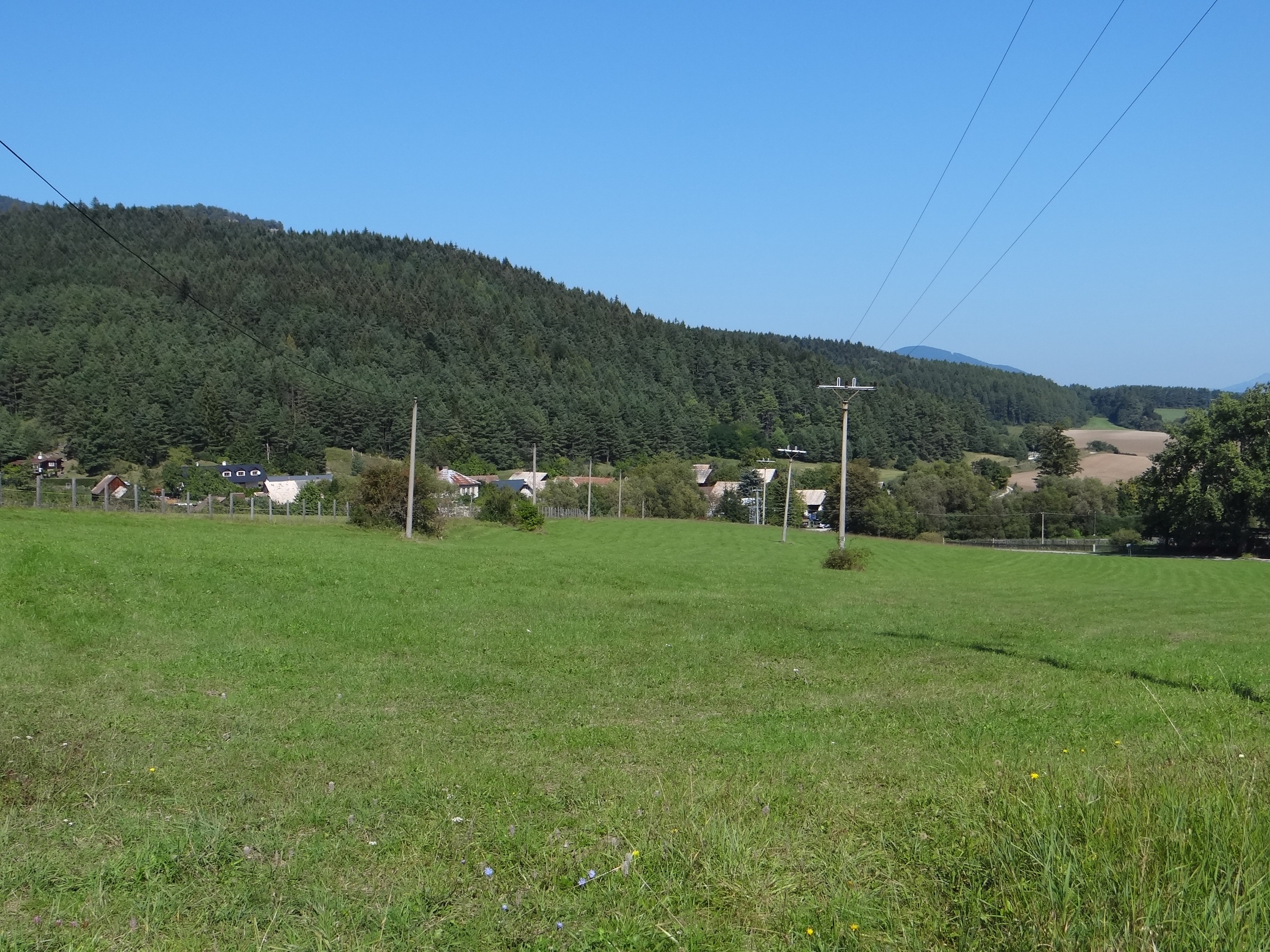
Pohled na obec